# Pierre Tillman
Pierre Tillman, född 2 mars 1987 i Örebro, är en svensk fotbollsspelare som bland annat spelat för Varbergs BoIS.

## Karriär
I ungdomsåren representerade han Skyllbergs IK.
Tillman har oftast spelat som central innermittfältare och anses vara en slitvarg, med fin högerfot. Under åren i Varbergs BoIS FC slog Tillman ofta hörnor och frisparkar.   
Efter 7 år i Varberg valde Tillman att bli fotbollsproffs i Indien och klubben Chennaiyin FC. Tyvärr hamnade han i tvist med klubben och blev den första spelaren att anmäla en klubb i Indien Super League, för att ha blivit illa behandlad, då klubben var sen att betala hans kontraktspengar och klubben ej följde FIFA-reglerna FIFA TMS.
Tillman spelar sedan säsongen 2021 i SK Argo i Göteborg. Division 6-laget från stadsdelen Majorna föll tungt i kvalet till division 5 2021 vilket gjorde att mittfältaren tog ett uppehåll säsongen 2022. Nu är han dock tillbaka på mitten för Majornas skönaste gäng och hittills har det blivit 14 matcher (5 mål och 13 assist) under säsongen 2023. 
Rykten florerade om att Tillman var på väg tillbaka ut i proffslivet efter ett lyckat träningsläger i spanska Lloret de Mar med SK Argo inför säsongen 2023. Det verkar dock som förhandlingarna föll samman då Tillmans krav på att även klubbkamraten Mathias Sondell skulle erbjudas kontrakt inte godtogs av spanjorerna.